# Lingua hmong
Hmong (ARP: Hmoob) o Mong (ARP: Moob), conosciuto in Cina anche come Miao è un continuum dialettale del ramo occidentale  Hmongico delle lingue miao parlato dal popolo Hmong nel Sichuan, Yunnan, Guizhou, Guangxi, Vietnam settentrionale, Birmania, Thailandia, e Laos.
Vi sono circa 2,7 milioni di parlanti delle differenti varietà che sono mutualmente intelligibili, inclusi 200.000 Hmong negli Stati Uniti (USA).

## Fonologia

### Vocali
Il sistema vocale del Hmong Daw e Mong Njua è come mostrato nei seguenti grafici. I fonemi particolari di ogni dialetto sono codificati in base al colore:
|        | Anteriori | Anteriori | Centrali | Centrali | Posteriori | Posteriori |
| orali  | nasali    | orali     | nasali   | orali    | nasali     |            |
| ------ | --------- | --------- | -------- | -------- | ---------- | ---------- |
| Chiusa | i         |           | ɨ        |          | u          |            |
| Media  | e         | ẽ~ʌŋ      |          |          | ɔ          | ɔ̃~oŋ       |
| Aperta |           |           | a        | ã~aŋ     |            |            |

|                                   | Chiuse | Centrali |
| --------------------------------- | ------ | -------- |
| La componente chiusa è anteriore  | ai     | iə       |
| La componente chiusa è centrale   | aɨ     |          |
| La componente chiusa è posteriore | au     | uə       |